# X266
x266 est une bibliothèque logicielle libre de compression du standard de codec vidéo H.266/VVC commencée en septembre 2020 par la société MultiCoreware
La bibliothèque sera capable de gérer trois espaces colorimétrique pour le codage : Standard, High Dynamic Range et Wide Color Gamut.